# Budova Organizace spojených národů
Budova OSN (anglicky UN headquarters) je sídlem Valného shromáždění OSN a Sekretariátu OSN. Nachází se na náměstí United Nations Plaza na Manhattanu v New Yorku, je vysoká 155 metrů a má 39 podlaží. Celý objekt má právo exteritoriality, i když se v něm jako platidlo používá americký dolar.
Po založení OSN se konala první shromáždění v londýnské Methodist Central Hall, pařížském Palais de Chaillot a na newyorském předměstí Lake Success, nakonec bylo rozhodnuto vybudovat stálé sídlo organizace v New Yorku. V roce 1948 věnoval John D. Rockefeller, Jr. městu sedmihektarový pozemek bývalých jatek v okrsku Turtle Bay na břehu East River. Stavbou sídla byli pověřeni architekti Wallace Harrison a Max Abramowitz, výsledný architektonický návrh byl kolektivním dílem mezinárodní komise, v níž byli zastoupeni také Le Corbusier, Oscar Niemeyer, nebo také Josef Havlíček. Stavba byla dokončena 9. října 1952 a stála 65 milionů dolarů. V roce 1961 byla k budově přistavěna Knihovna Daga Hammarskjölda.
Na prostranství před budovou se nachází pomník nenásilí v podobě revolveru se zauzlovanou hlavní od švédského umělce Carla Fredrika Reuterswärda a socha Překovejte meče v pluhy od Jevgenije Vučetiče ze SSSR.